# Oxalis tenuipes
Oxalis tenuipes är en harsyreväxtart som beskrevs av Salter. Oxalis tenuipes ingår i släktet oxalisar, och familjen harsyreväxter. Inga underarter finns listade i Catalogue of Life.